# Agelenopsis aperta
Agelenopsis aperta Gertsch, 1934 è un ragno appartenente alla famiglia Agelenidae.

## Distribuzione
È diffuso nelle regioni aride di tutto il Sud degli Stati Uniti e in Messico. Nel mondo anglossassone è conosciuto comunemente come "desert grass spider".

## Descrizione
La lunghezza del corpo (gambe escluse) raggiunge un massimo di 19 mm, le femmine in media sono più grandi dei maschi. Dissimilmente dai congeneri, di colore marrone, il carapace di A. aperta è di colore grigio chiaro, contrassegnato da due strisce scure longitudinali e parallele fra loro. L'addome è grigio più scuro con due strisce colorate ravvicinate fra loro. Il ragno si riproduce in autunno, dopo la deposizione delle uova le femmine muoiono.

## Biologia
A. aperta produce una ω-agatotossina-IVA che si comporta come inibitore dei canali voltaggio dipendenti del calcio appartenenti alle famiglie farmacologiche P e Q (sottogruppo di canali HVA, high voltage activated). Peraltro, non si tratta dell'unica tossina di origine animale ad inibire questi canali, esempio ne è la ω-conotossina-MVIIC estratta dal mollusco marino Conus magus.